# Charaxes pseudocarpenteri
Charaxes pseudocarpenteri är en fjärilsart som beskrevs av Van Someren 1958. Charaxes pseudocarpenteri ingår i släktet Charaxes och familjen praktfjärilar. Inga underarter finns listade i Catalogue of Life.